# Tirada
|  | Aquest article tracta sobre el terme relatiu a la poesia. Si cerqueu nombre d'exemplars que s'imprimeixen, vegeu «tiratge». |

Una tirada és un tipus d'estrofa pròpia de les cançons de gesta medievals caracteritzada per una rima habitualment assonant comuna a tots els seus versos que canvia en la següent estrofa. El nombre de versos de cada tirada és irregular per bé que en solen contenir vora la dotzena. Les tirades acostumen a referir-se cadascuna d'elles a un fet, tema o escena diferent. Tot i així, algunes cançons empren tirades similars pel que fa a la temàtica per a emfasitzar un esdeveniment.